# Huisstijlen in het openbaar vervoer van Spanje
De huisstijlen in het openbaar vervoer geven vooral weer de uitvoering van grafische vormgeving die openbaarvervoerbedrijven gebruiken om zichzelf herkenbaar en onderscheidend te maken naar het publiek. Dit artikel geeft een overzicht van die huisstijlen in Spanje.

## Overzicht huisstijlen
| Kleur(en)                                            | Informatie | Afbeelding         |
| ACCSA                                                | ACCSA | ACCSA              |
| ---------------------------------------------------- | --- | ------------------ |
|                                                      | Groene basis met een dikke crèmekleurige lijnen boven de ramen rondom de bus | Afbeelding gewenst |
| ALESA                                                | |                    |
|                                                      | Bordeauxrode basis met een groot witte vlak op de zijkanten van de bus |                    |
| ALSA                                                 | |                    |
|                                                      | Lichtblauwe basis met dikke blauwe en donkerblauwe lijnen rondom de bus |                    |
| Arriva                                               | |                    |
|                                                      | Arriva heeft zich voor haar huisstijl laten inspireren door de kleur van natuurstenen. De basis is een tint van aquamarijn, een blauwgroen-achtige kleur. Deze kleur wordt gebruikt voor een groot gedeelte van de zijkanten, achterkant en de schortplaten rondom de bus. De huisstijl wordt aangevuld met de kleur van de Cotswold Stone, dit is een beige-achtige kleur van de steen die wordt aangeboord in het gebied Cotswolds, een heuvelrug in centraal Engeland. Deze kleur loopt vanuit de voorkant in een halve cirkel door op het voorste deel van de zijkanten, geschetst door een witte streep. Een dunne gele lijn loopt over de zijkanten van de bus in het midden van de schortplaten. De kleuren van de zijkanten, voorkant en achterkant lopen over op het dak. | Afbeelding gewenst |
| AUCORSA                                              | |                    |
|                                                      | Groene basis met witte diagonale strepen op de voorkant, zijkanten en achterkant van de bus |                    |
| Autobuses Urbanos de Burgos                          | |                    |
|                                                      | Rode basis met oranje kop | Afbeelding gewenst |
| Avilabus                                             | |                    |
|                                                      | Lichtblauwe basis met groene en blauwe lijnen en contouren van kastelen op de zijkant | Afbeelding gewenst |
|                                                      | Lichtblauwe basis met bruine en crèmekleurige vlakken op de zijkanten van de bus | Afbeelding gewenst |
| Bilbobus (Veolia Transporte Bilbao)                  | |                    |
|                                                      | Rode basis met donkergrijze schortplaten |                    |
| Empresa Municipal de Transports Públics de Tarragona | |                    |
|                                                      | Rode basis met grijze schortplaten, witte diagonale lijnen op de voorkant, zijkanten en achterkant van de bus en een witte dak | Afbeelding gewenst |
| EMT Madrid                                           | |                    |
|                                                      | Rode basis met grijze schortplaten en witte diagonale lijnen op de voorkant, zijkanten en achterkant van de bus |                    |
| EMT-Palma                                            | |                    |
|                                                      | Zilvergrijze basis met blauwe kop |                    |
| EMT SAM                                              | |                    |
|                                                      | Blauwe basis met grijze schortplaten |                    |
| EMT Valencia                                         | |                    |
|                                                      | Rode basis met grijze schortplaten |                    |
| Guaguas Municipales                                  | |                    |
|                                                      | Volledig gele bussen |                    |
| RENFE                                                | |                    |
|                                                      | Witte basis met een paarse lijn rondom de trein |                    |
| Surbus                                               | |                    |
|                                                      | Witte basis met een rode dak |                    |
| TMB                                                  | |                    |
|                                                      | Witte basis met een rode kop en rode dak | Afbeelding gewenst |
| TITSA                                                | |                    |
|                                                      | Groene basis met grijze schotplaten en een witte dak |                    |
| TUZSA                                                | |                    |
|                                                      | Rode basis met donkergrijze schortplaten |                    |
| Viguesa de Transportes                               | |                    |
|                                                      | Groene basis met grijze schortplaten en witte diagonale vlakken op de voorkant, zijkanten en achterkant van de bus |                    |